# Pelecorhynchus longicauda
Pelecorhynchus longicauda är en tvåvingeart som först beskrevs av Jacques-Marie-Frangile Bigot 1857.  Pelecorhynchus longicauda ingår i släktet Pelecorhynchus och familjen Pelecorhynchidae. Inga underarter finns listade i Catalogue of Life.